# گلسهوته
شهر گلسهوته در ایالت زاکسن در کشور آلمان واقع شده‌است.